# Charles Léopold Laurillard
Charles Léopold Laurillard (21 de janeiro de 1783 – 27 de janeiro de 1853) foi um zoólogo e paleontólogo francês. Ele é mais conhecido por seu trabalho com Georges Cuvier, cujo secretário particular e desenhista ele também descreveu várias espécies e gêneros animais. Além disso, foi seu companheiro em suas viagens pela Europa e pela África por mais de 12 anos.

## Vida
Charles Léopold Laurillard nasceu em 21 de janeiro de 1783 na cidade de Montbéliard, não muito longe da fronteira com a Suíça, filho do fabricante de meias e professor Charles Jérémie Laurillard e sua esposa Charlotte Vurpillot.  Quando ele tinha 13 anos de idade, seu pai morreu e, embora ainda muito jovem e vindo de uma família humilde, ele continuou os ensinamentos de seu pai e mesmo sendo jovem ensinou os filhos das famílias ricas de Montbéliard. Acima de tudo, sua habilidade em desenhar e aprender arquitetura foi notável.
Em 1803, aos 20 anos, chega a Paris, onde trabalha pela primeira vez com o pintor acadêmico Jean-Baptiste Regnault, antes de conhecer Frédéric Cuvier, irmão de Georges Cuvier e ele próprio um zoólogo e paleontólogo. Apresentou-o ao irmão, que posteriormente o contratou como secretário pessoal e trabalhou com ele principalmente como desenhista. Encontraram-se pela primeira vez em Estrasburgo.
Diz-se que Georges Cuvier inicialmente mostrou ceticismo sobre as habilidades de Laurillard e o colocou à prova no início, quando ele lhe apresentou os ossos de um animal desconhecido, que Laurillard descreveu tão perfeitamente que Cuvier imediatamente lhe ofereceu o cargo de seu assistente e secretário. Nos quase 30 anos seguintes, ele acompanhou Georges Cuvier, que às vezes é considerado o fundador científico da paleontologia, em todas as suas viagens pela Europa e África e, durante esse tempo, ele mesmo descreveu várias espécies e gêneros animais.
Quando Cuvier, que como Laurillard, também veio de Montbéliard, morreu em Paris em 1831, Laurillard, que nunca havia se casado, continuou seu trabalho no Museu Nacional de História Natural, em Paris. A partir desta época, em particular, ele descreveu muitas espécies animais diferentes, incluindo o  Adax (1841), bem como o Oribis (1842) ou o gênero extinto Eurohippus (1849) e a espécie Aceratherium simorrense (juntamente com Édouard Armand Lartet, 1848).
Nos últimos anos antes de sua morte, trabalhou inicialmente na comitiva da viúva do falecido Cuvier, e mais tarde também sob a liderança de Sophie Duvaucel, sua filha, nascida em 1789, que era amiga do escritor, militar e político francês Stendhal, entre outros. Durante sua carreira ativa, ele também escreveu numerosos artigos sobre anatomia comparada, que havia sido feita pela primeira vez uma disciplina de pesquisa por Georges Cuvier. Em 1853, Laurillard, que sempre foi modesto, mas reconhecido por seus colegas por sua competência científica, morreu em Paris aos 70 anos.
Pierre Abraham Lorillard, fundador da Lorillard Tobacco Company, que existiu de 1760 a 2015, era primo do pai de Charles Léopold Laurillard. Depois de emigrar para o que hoje são os Estados Unidos em 1755, durante a Guerra dos Sete Anos, ele fundou uma fábrica de tabaco lá em 1760, aos 18 anos. Em 1962, por volta do 200º aniversário da empresa, os descendentes dos dois financiaram a reforma de uma sala no Château de Montbéliard.
Em 2012, a Société d'Émulation de Montbéliard publicou um livro de 378 páginas de Claude Cardot intitulado Charles Léopold Laurillard 1783-1853: De l'ombre à la lumière dans le sillage de Cuvier.